# 4769 Castalia
4769 Castalia este un asteroid din grupul Apollo, descoperit pe 9 august 1989 de Eleanor Helin.